# В царстве нефти и миллионов
«В царстве нефти и миллионов» (рус. дореф. «Въ царствѣ нефти и милліоновъ») — российский художественный фильм 1916 года, снятый режиссёром Борисом Светловым и киностудией «Братья Пирон» по мотивам одноимённой повести И. Мусабекова. Съёмки проходили в Баку и Тифлисе. В фильме показан Баку начала XX века, быт бакинских миллионеров и жизнь рабочих, зарабатывавших на хлеб тяжёлым трудом на промыслах.
Съёмки фильма спонсировали нефтяные промышленники.

## Сюжет
Бедная вдова (Ю. С. Орлицкая), живущая недалеко от города Баку, приносит доход своей семье, прислуживая другим. Мать отдаёт своего сына Джалиля в медресе. Но вскоре его оттуда выгоняют. Отчаявшаяся женщина устраивает сына на работу рядом с торговцем Хасаном (Владимир Вяземский). Несколько лет спустя мать Джалиля умирает. Джалиль возвращается домой.
Бедный дом Джалиля и участок земли были рядом с имуществом богатого Лютфали-бея (Хусейн Араблински).
Прошло несколько лет, количество нефтяных скважин росло по всей Апшеронской территории. Нефть приносит невообразимое богатство предпринимателям. После длительных переговоров Лютфали-бей и Джалиль договорились о сотрудничестве и пробурили нефтяную скважину во дворе Джалиля. Вскоре Джалиль разбогател, стал владельцем земель, кораблей, шахт.
Услышав известие о смерти его соседа (Ю. В. Ивановский), Джалиль посещает дом покойного; навещает дочь старика, свою подругу детства Шафигу (К. М. Пионтковская), которая выросла, стала красивой девушкой…
Джалиль и Шафига поженились.
Джалиль не скрывает свою младшую жену от других, противореча обычаям. Лютфали-бей влюблен в красоту Шафиги. Он находит подходящее время и признаётся ей в своей любви. Но Шафига показывает на дверь. Лютфели-бей начинает мстить, он собирается хитростью уничтожить Джалиля. Под влиянием Лютфели-бея Джалиль увлекается пьянством, азартными играми и другими плохими делами, знакомится с красивой женщиной (Региной Лазаревой) в цирке и тратит на неё много денег. Женщина, находившаяся в сговоре с Лютфели-беем, путешествует вместе с Джалилем, обворовывает его и убегает. Очнувшись, Джалиль понимает, что он банкрот. За это время Лютфели-бек взял дом Джалиля в свои руки и выгнал Шафигу. Шафига находит приют в доме пожилого Гурбана (Евгений Муромски), который служил рядом с её мужем у торговца Хасана. Джалиль возвращается в Баку. Он находит свою жену и сына. Однако сердце Джалиля не может выдержать известий о бедах его семьи. и он умирает. Клеветник Лютфали-бей предлагает Шафиге, которая знает о смерти Джалиля, выйти за него замуж. Услышав это предложение, Шафига втыкает нож в спину Лютфели-бею.

## Факты о фильме
Фильм был снят на основе повести писателя Ибрагим бека Мусабекова.
Впервые показан во французском электробиографе (нынешнем Бакинском универсальном магазине), принадлежащем Гаджи Зейналабдин Тагиеву.
Единственная работа актёра Гусейна Араблинского в кино.
Первая работа Мехмета Алили в кино.
Считался первым фильмом в Азербайджане, то есть история азербайджанского кино датируется 14 мая 1916 года, датой, когда фильм впервые был показан.
Фильм принадлежал Братьям Пирон.
Для того, чтобы снять фильм, Бориса Светлова и режиссера Григория Лемберки пригласили в Баку из Петербурга.
Фильм был показан во многих городах Закавказья и Средней Азии, помимо Баку.
Титры к фильму на азербайджанском языке.
Первый полнометражный художественный фильм в истории азербайджанского кино.
Фильм был снят за счёт нефтяных предпринимателей.
14 мая 1916 года газета «Баку» опубликовала такое заявление о выпуске фильма: «Первая серия фильма „В царстве нефти и миллионов“ будет показана 14 мая этого года. Фильм основан на романе Ибрагима Бей Мусабекова (на самом деле — повести) <…>, так как фильм в полном размере, каждый вечер будут идти 3 сеанса». Новая газета «Икбал», 7 июля 1916 года, гласит: "Вы увидите своих друзей и знакомых на экране электротеатра «Эдиссон»,"Спешите увидеть","Всего четыре дня".
Буклет этого фильма хранится в отделе редких экземпляров Республиканской библиотеки им. М. Ахундова. В буклете синопсис написан на азербайджанском и русском языках и опубликованы кадры из фильма.
Вторая версия фильма, основанная на мотивах сюжета «В царстве нефти и миллионов», была показана на экране в 1980 году под названием «Золотая скала». Режиссером этой мелодрамы является Фикрет Алиев.

## Съёмки
Мамед Алили:
"Это было в 1915 году. Однажды мой друг Джафар Джаббарлы сказал мне: «Мамед Ага, художник Мурад Мурадов сказал мне, что группа из Петербурга приедет в Баку, чтобы снять фильм. Так и случилось. В Баку кинорежиссер Борис Светлов пригласил талантливого трагика Гусейна Араблинского сыграть ведущую роль в фильме. Фильм получил название „В царстве нефти“. Джафар сказал мне, что ландшафты кино будут снимать в Баку, а нефтяные месторождения будут снимать в деревне Балаханы. Ты учился в Балаханах, ты хорошо знаешь эти места. Вы можете помочь им. Через несколько дней художник М. Мурадов пришел в наш торговый центр с режиссером Б. Светловым. Пять человек выбраны для испытания. Поскольку я был слишком стар, я не пригодился для детской роли Джалила. Но меня сняли в массовках. Интересно, что до конца фильма я работал неофициальным помощником режиссера. Одна из самых убедительных сцен фильма была снята в поселке Баилова. Они сняли фильм в течение короткого периода времени — четыре месяца.»

## В ролях
- Гусейн Араблинский — Лютфели-бек
- Маммед Алили — ученик в моллахене
- Джаббар Карьягдыоглу — ханенде
- Курбан Пиримов — тарист
- Мадатов — танцор
- Мирмахмуд Кязимовский
- В. А. Ленин — Джалиль
- К. М. Пионтковская — Шафига
- Регина Лазарева — Ольга
- Евгений Муромский — Курбан
- Е. Орлицкая — мать Джалиля
- Е. Ивановский — отец Шафигы
- Владимир Вяземский — Гасан
- Н. Добрынин — врач